# Real Fábrica de Tapices
La Real Fábrica de Tapices de Santa Bárbara es una de las manufacturas reales para la fabricación de objetos de lujo creadas por la política mercantilista de la Ilustración española. Fue fundada en el año 1720 por Felipe V, a imitación de los talleres reales franceses que seguían el modelo colbertista, tras la interrupción de la importación de tapices flamencos tras la Paz de Utrecht, que proveían las piezas destinadas a las dependencias reales. Desde 1889 se encuentra en el barrio de Pacífico de Madrid, en un edificio construido entre 1889 y 1891. En la actualidad mantiene la actividad para la que fue creada.

## Historia

### Antecedentes

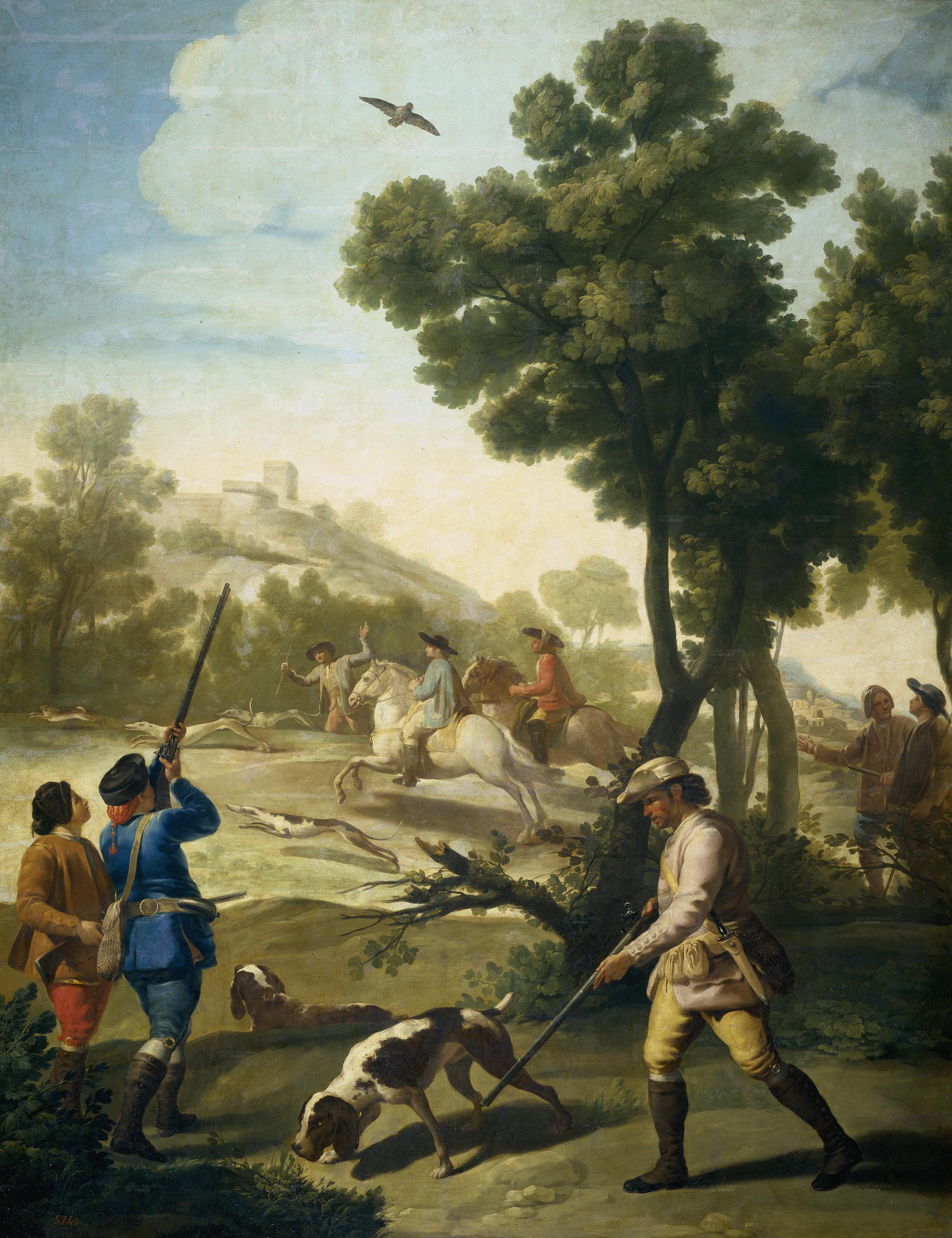
La caza de la codorniz es uno de los cartones que Goya entregó a la Real Fábrica en 1775, año en que llegó para suministrar modelos que luego eran convertidos en tapices.

En sus inicios fue dirigida por Jacobo Vandergoten y su familia, procedente de Amberes y se ocupó una finca en las afueras de Madrid, al lado de la Puerta de Santa Bárbara, de la que la Real Fábrica toma su nombre. Se instalaron telares de bajo lizo que se realizaban a partir de modelos realizados por pintores de la corte. Se siguieron en estos primeros años modelos flamencos, de la escuela de David Teniers III y Philips Wouwerman. En 1734, su hijo Jacobo Vandergoten «el Joven» inaugura otra fábrica que trabaja el «alto lizo», más moderno.
Sin embargo, su verdadera importancia comienza en 1746 durante el reinado de Fernando VI, con la unificación de las dos manufacturas y el decisivo mecenazgo real. Se renovaron los estilos de los cartones, que se miraban ahora a pintores italianos como Jacopo Amiconi, Corrado Giaquinto o franceses, entre los que destacan Louis-Michel van Loo y Michel-Ange Houasse, con la colaboración de Andrés de la Calleja y Antonio González Ruiz. Se renuevan también los temas, que abarcan ahora mayor variedad, desarrollando motivos mitológicos y un costumbrismo pintoresco, que respondían al fin decorativo de estas manufacturas. Destacan también series históricas e incluso una Historia de Don Quijote, que se hace eco de los personajes de ficción de una novela ya elevada al rango de clásico.
Pero será con Carlos III y la dirección de Antonio Rafael Mengs cuando la fabricación de tapices experimenta su época más brillante. El checo, nombrado desde su llegada a España primer pintor de cámara del rey, introduce un concepto neoclásico en la composición no exenta del pintoresquismo que ahora se va a aplicar a temas de costumbres, escenas, tipos y paisajes españoles, producto del influjo de la Ilustración, que deseaba un mayor conocimiento de la realidad del país. Para ello se ayudó del arquitecto Sabatini en la labor de dirección de la Real Fábrica y posteriormente (y en sus ausencias) de Francisco Bayeu (nombrado director tras Mengs) y Mariano Salvador Maella. Se contrató a jóvenes artistas españoles, como José del Castillo, Ginés Andrés de Aguirre, Antonio Barbazza, Mariano Nani, Zacarías González Velázquez, José Camarón Meliá y Ramón Bayeu.

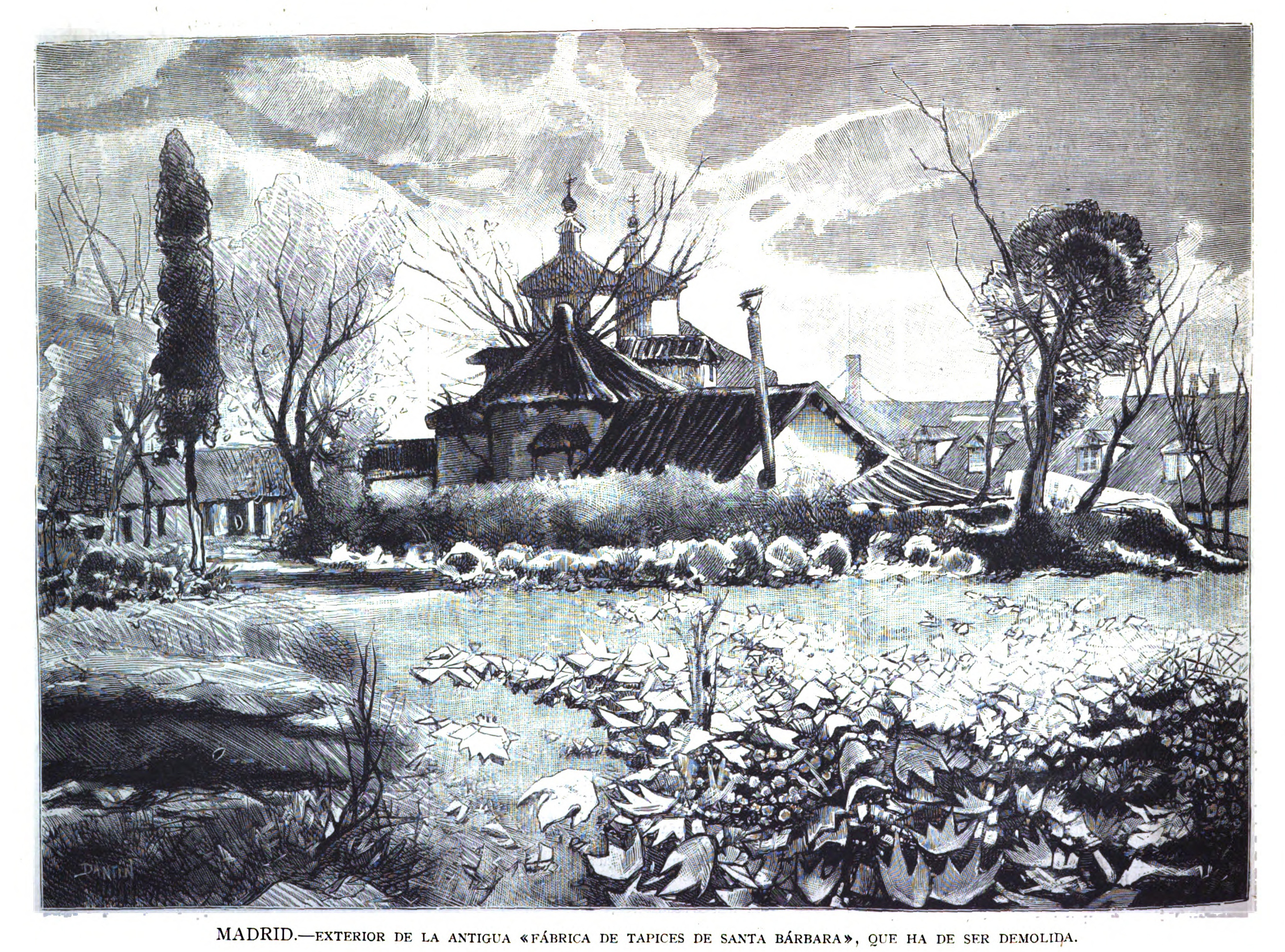
Antigua fábrica de tapices junto a la plaza de Santa Bárbara, demolida a finales del

Por encima de todos ellos destacó la labor de Francisco de Goya, desde su llegada en 1775 como pintor de cartones, hasta 1792 en que una grave enfermedad, que le produjo su sordera, le alejó definitivamente de este trabajo, el primero en la corte madrileña. Fue él quien logró conjugar en su quehacer los estilos de las escuelas anteriores y crear uno propio, que en adelante caracterizó a la Real Fábrica hasta su declive tras el reinado de Carlos IV y la Guerra de la Independencia.

### Edificio actual
A finales del siglo XIX, con la ampliación de la ciudad, la Real Fábrica trasladó su actividad a un local de la calle Fuenterrabía construido entre 1881 y 1891. El nuevo edificio, de estilo neomudéjar, fue diseñado por el arquitecto José Segundo de Lema. Recuperó su condición de Real Fábrica en 1982 y en 1992 fue consolidada y reformada.

En el año 2006 fue declarada Bien de Interés Cultural en la categoría de Monumento, en la que el edificio sería el soporte físico de la actividad, aunque no cabe duda de que esta última debiera ser por sí misma merecedora de protección singular.

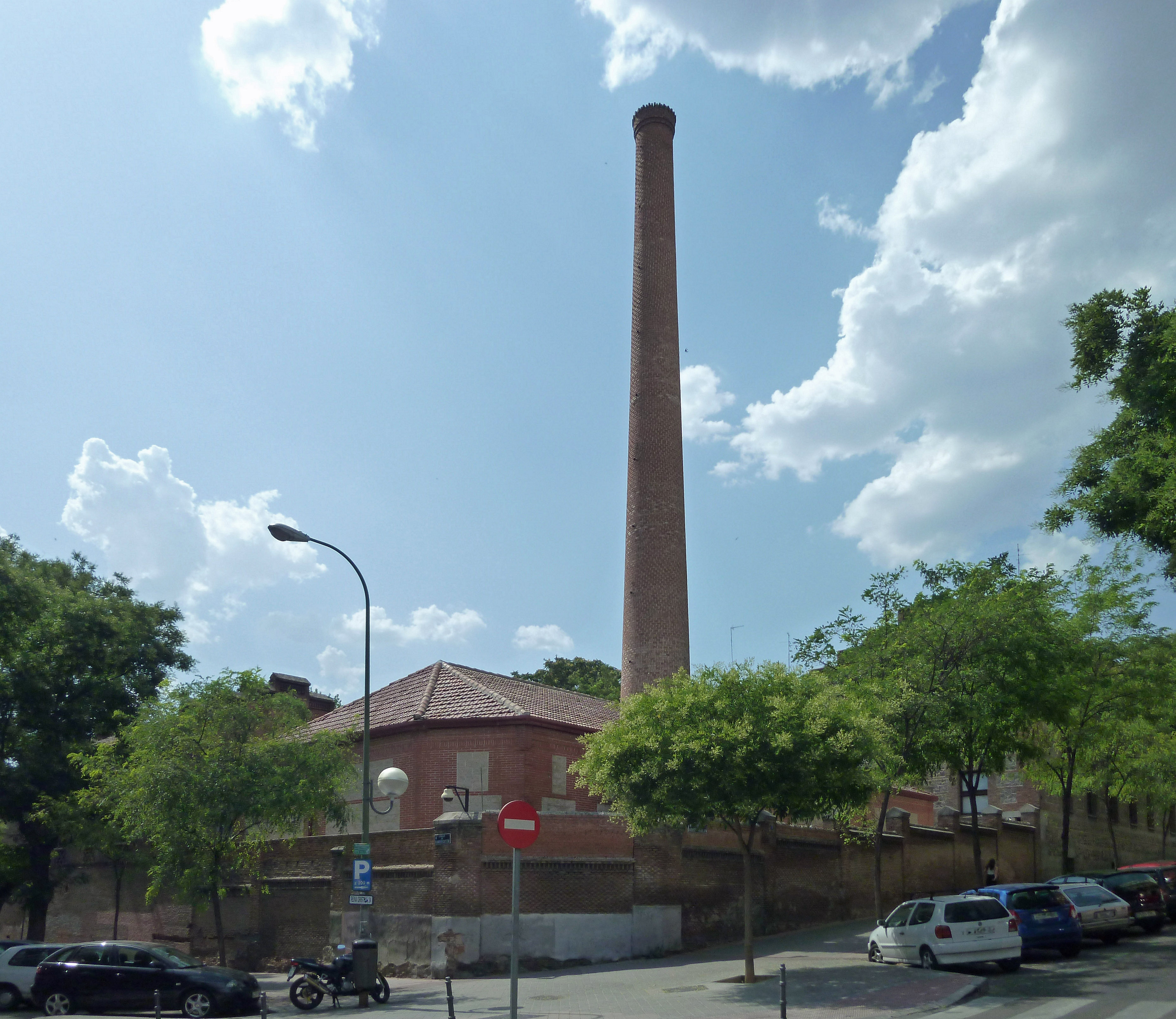
Fachada exterior con chimenea para el horno de tintes.

La Real Fábrica de Tapices continúa su actividad en la actualidad bajo la figura de una Fundación que continúa la tradición tricentenaria de la producción artesanal de tapices y alfombras con el objeto de mantener viva esta institución cultural y los oficios artesanos que le son propios, que están en vías de desaparición. Asimismo, la Fundación tiene el objetivo de conservar y divulgar los tesoros artísticos históricos y mantener la tarea de reproducir los diseños de autores contemporáneos, como ya hizo en el siglo XX con obras de José María Sert, Manuel Viola, Picasso o Dalí, entre otros pintores de reconocido prestigio.
En el año 2016 la Fundación Real Fábrica de Tapices evitó la quiebra gracias a un nuevo modelo de gestión y, sobre todo, a dos grandes encargos de fabricación de tapices. En la actualidad la Real Fábrica de Tapices trabaja en un tapiz de casi 21 metros cuadrados sobre la matanza de Sabra y Chatila, así como en la reproducción de 32 tapices alemanes que fueron destruidos en Dresde durante la Segunda Guerra Mundial. Además, la institución continúa restaurando destacados ejemplos del arte textil español, y alquila espacios para eventos culturales y otras actividades.